# 德兴铜矿
29°01′00″N 117°44′00″E / 29.01667°N 117.73333°E
德兴铜矿位于江西省德兴市，位于赣东北地区怀玉山脉中段，是亚洲最大的露天铜矿，也是中国第一、亚洲第二大铜矿。在亚洲仅次于印度尼西亚Grasberg铜矿。截至2020年，已探明有开采价值的铜金属量达1000多万吨,居全国第一位。
德兴铜矿于1958年8月18日建成，建成之初，并未被认为是一个大型铜矿，直到70年代经过进一步勘探，才一跃成为国内最大的铜矿。2005年产矿石含铜量12万余吨，黄金5356公斤。
德兴铜矿目前由江西铜业股份有限公司运营，是该公司的主力矿山。
德兴铜矿